# Rhegmoclema rufithorax
Rhegmoclema rufithorax är en tvåvingeart som beskrevs av Günther Enderlein 1912. Rhegmoclema rufithorax ingår i släktet Rhegmoclema och familjen dyngmyggor.
Artens utbredningsområde är Seychellerna. Inga underarter finns listade i Catalogue of Life.